# Асті
А́сті (італ. Asti, п'єм. Ast) — місто та муніципалітет в Італії, у регіоні П'ємонт, столиця провінції Асті.
Асті розташоване на відстані близько 480 км на північний захід від Рима, 45 км на південний схід від Турина.
Населення — 76 673 особи (2014).
Щорічний фестиваль відбувається  у травні. Покровитель — Сан-Секондо.
Тут виробляють всесвітньо відоме вино Асті. Виробляють його із сорту винограду Москато Б'янко.

## Демографія
Населення за роками:

Станом на 1 січня 2023 року в муніципалітеті офіційно проживали 9084 іноземці з 106 країн, серед них 1720 громадян країн Євросоюзу та 123 громадяни України.

## Сусідні муніципалітети
- Аццано-д'Асті
- Бальдік'єрі-д'Асті
- Калліано
- Кастаньоле-Монферрато
- Кастелль'Альферо
- Кастелло-ді-Анноне
- Челле-Еномондо
- К'юзано-д'Асті
- Чинальйо
- Коссомбрато
- Ізола-д'Асті
- Монале
- Монгардіно
- Монтегроссо-д'Асті
- Портакомаро
- Рефранкоре
- Ревільяско-д'Асті
- Рокка-д'Араццо
- Сан-Дам'яно-д'Асті
- Сеттіме
- Тільйоле
- Вільяно-д'Асті